# Shunpei Uto
Shunpei Uto, född 1 december 1918 i Kakegawa, död ca 2010, var en japansk  simmare.
Uto blev olympisk silvermedaljör på 400 meter frisim vid sommarspelen 1936 i Berlin.